# District de Morbi
Le district de Morbi est un district de l'état du Gujarat, en Inde.

## Géographie
Au recensement de 2011, sa population compte environ 500 000 habitants.
Son chef-lieu est la ville de Morbi. 